# Natación

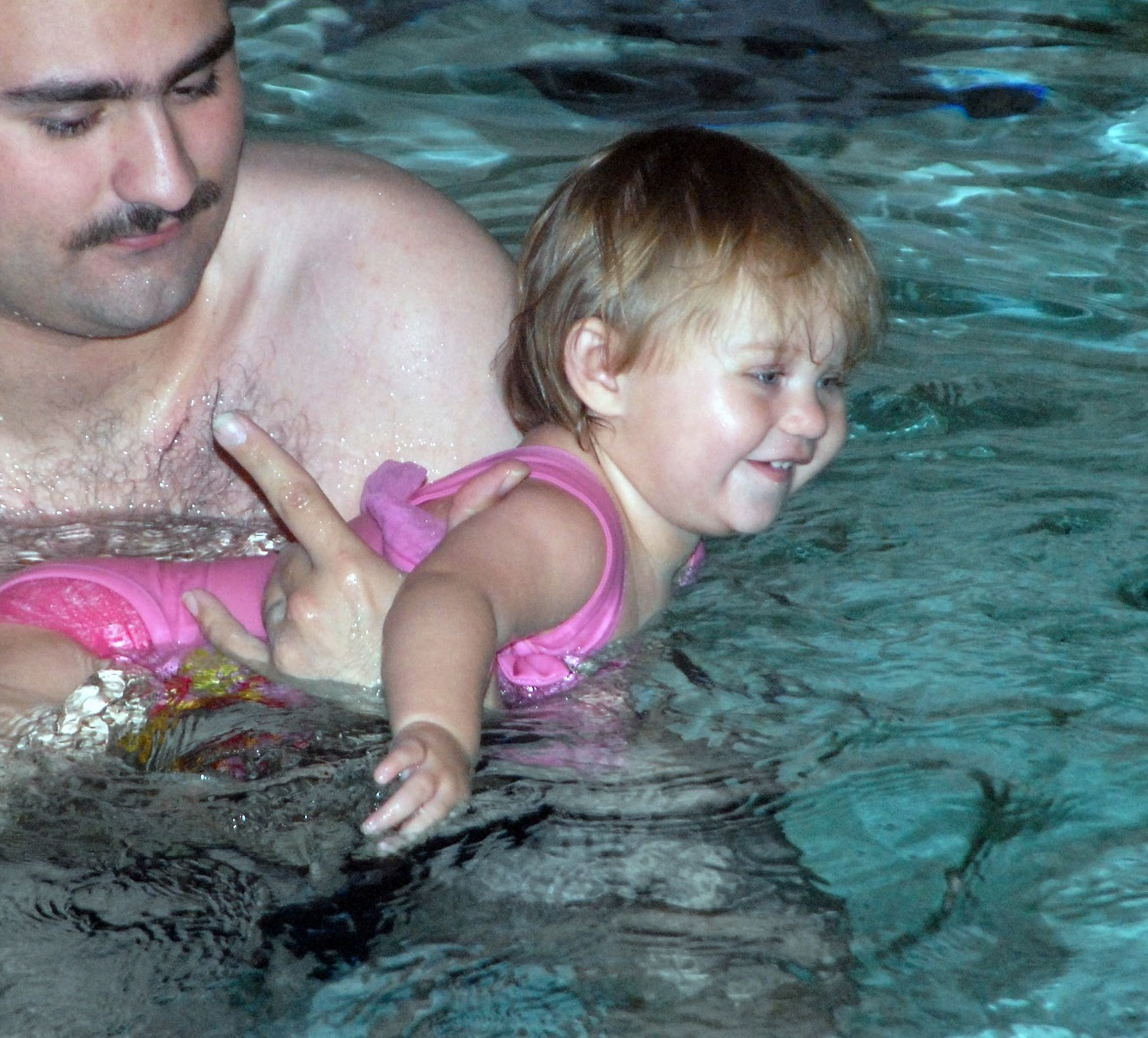
Un padre acostumbra a su bebé a la piscina.

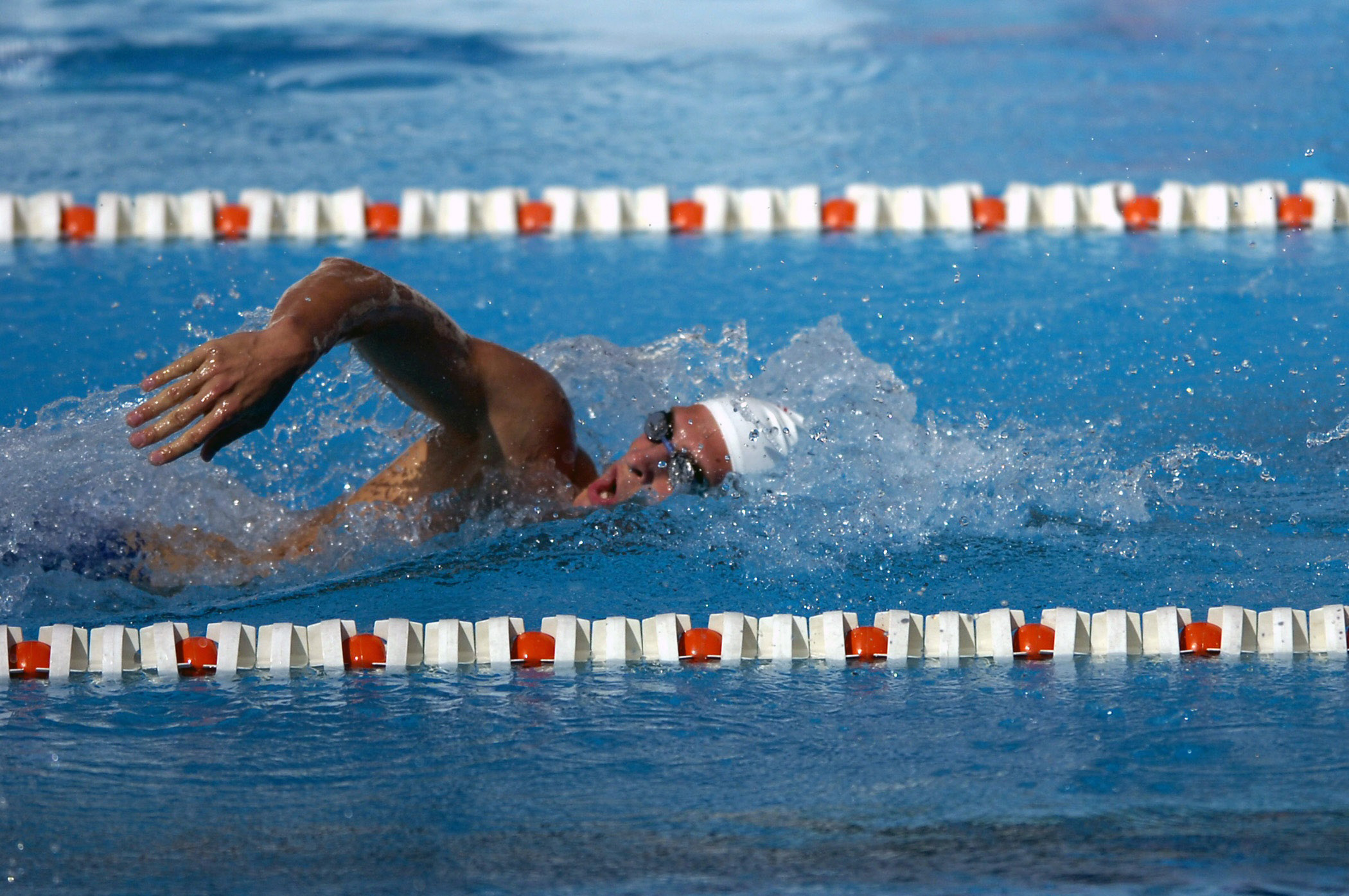
La natación como deporte es uno de los usos más populares.

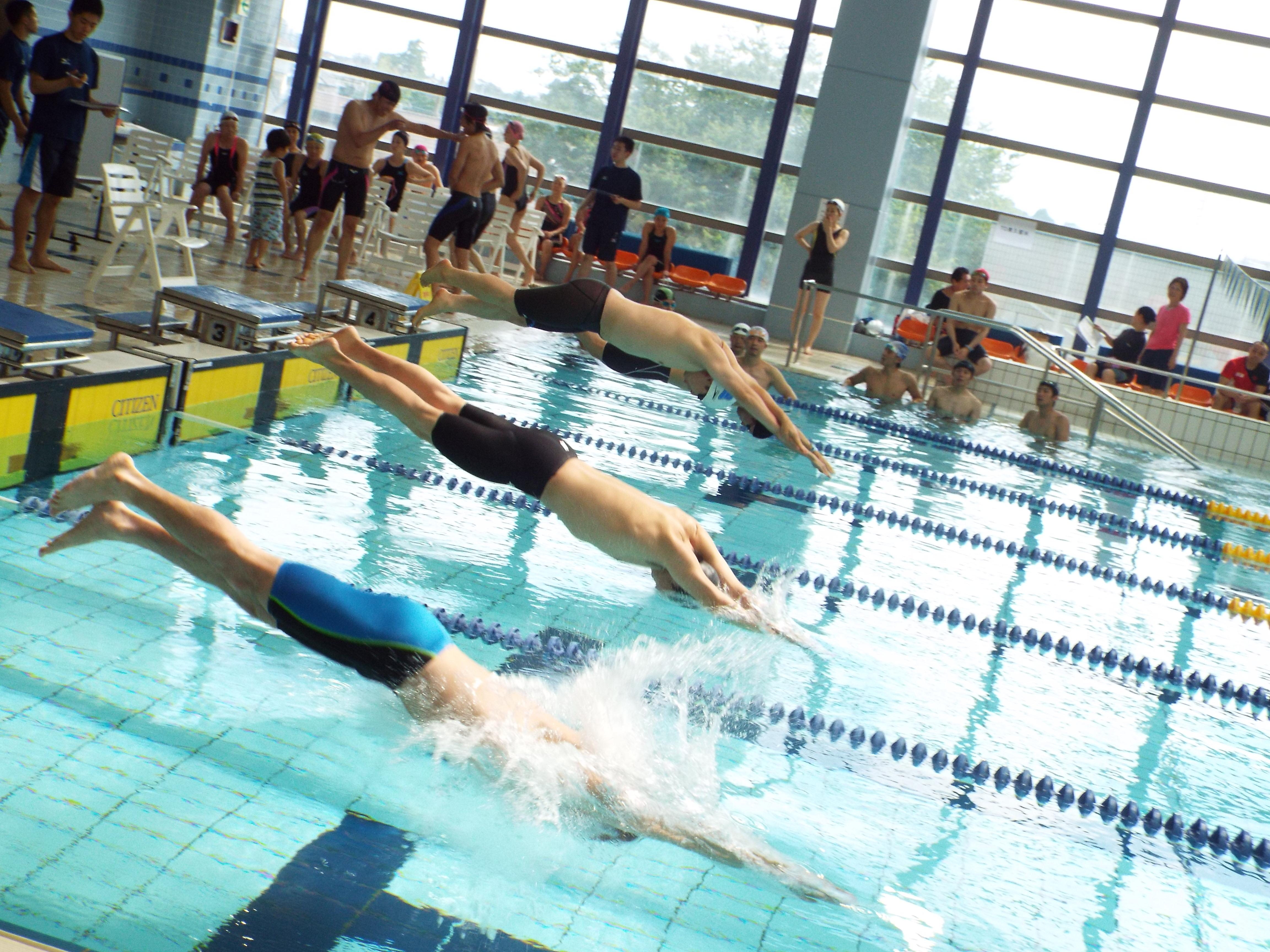
Competencia de natación en Tokio en 2016.

La natación es el movimiento y el desplazamiento a través del agua mediante el uso de las extremidades corporales y por lo general sin utilizar ningún instrumento o apoyo para avanzar. 
La natación es consistentemente una de las principales actividades recreativas públicas,y en algunos países las lecciones de natación son una parte obligatoria del currículo educativo. Como un deporte formal, la natación tiene competencias locales, nacionales e internacionales. Los Juegos Olímpicos son los más importantes, donde la natación es una disciplina acompañada de un comportamiento adecuado.

## Ciencia de la natación
La natación se basa en la flotabilidad natural del cuerpo humano. En promedio, el cuerpo tiene una densidad relativa de 0,98 en comparación con el agua, que hace que el cuerpo flote. Sin embargo, la flotabilidad varía en función de la composición corporal y la salinidad del agua. Niveles más altos de densidad del cuerpo o agua más salada con un cuerpo de densidad menor hace que aumente su flotabilidad en esta.
Puesto que el cuerpo humano solo es ligeramente menos denso que el agua, el agua soporta el peso del cuerpo durante la natación. Como resultado, la natación es un "impacto bajo" en comparación con las actividades que se pueden realizar en tierra como correr. La densidad y la viscosidad del agua también crean resistencia para objetos que se mueven a través del agua. Los movimientos que el cuerpo debe hacer para nadar aprovechan esta resistencia para crear propulsión, pero esta misma resistencia también genera resistencia en el cuerpo.
La hidrodinámica es una importante técnica para nadar más rápido; es utilizada por nadadores que quieren nadar más rápido o reducir la fricción del movimiento del cuerpo a través del agua. Para ser más hidrodinámicos, los nadadores pueden aumentar la potencia de sus golpes, o reducir la resistencia al agua, aunque la energía debe aumentar por un factor de tres para lograr el mismo efecto que reducir resistencia. La natación eficiente se puede lograr reduciendo la resistencia al agua; consiste en una posición horizontal en el agua, balanceo del cuerpo para reducir la amplitud del cuerpo en el agua y extender los brazos tanto como sea posible para reducir la resistencia de onda. 
Justo antes de sumergirse en la alberca, los nadadores pueden realizar ejercicios tales como cuclillas. Ponerse en cuclillas ayuda a mejorar la salida de un nadador por calentamiento de los músculos del muslo.

## Natación infantil
Los bebés pueden mostrar una natación innata y reflejos de buceo hasta la edad de aproximada de seis meses.Otros mamíferos también muestran este fenómeno (debido al reflejo de inmersión mamífero). Los bebés inmersos en agua espontáneamente contienen su respiración, disminuyen su frecuencia cardiaca y reducen la circulación de sangre a las extremidades (todos los dedos).
Se puede apoyar la enseñanza con métodos pedagógicos como la motivación e incentivación. Contar con ellos, hacer juegos o crear didácticas a su nivel de comprensión para lograr mayores avances. Mayor efectividad con niños entre 2 a 4 años de edad.
Beneficios: para los bebés, los beneficios son muchos. La natación mejora sus capacidades cardiorrespiratorias. Con este deporte se trabajan y ejercitan los músculos, la coordinación motora y el sistema circulatorio y el sistema respiratorio. Además contribuye en el desarrollo de la independencia y autoconfianza del bebe o del niño. También mejora la coordinación, el equilibrio y el conocimiento del espacio.

## Técnica
La natación puede realizarse utilizando una amplia gama de estilos, conocida como "strokes", y estos movimientos se utilizan para diversos propósitos, o para distinguir entre las clases de natación competitiva. No es necesario utilizar un trazo definido para la propulsión en el agua, algunos nadadores inexpertos utilizan un "Nado estilo perro", este estilo se saca del movimiento de brazos y piernas, similar al que hacen los animales de cuatro patas al nadar.
Hay cuatro movimientos principales que son utilizados en competiciones de natación y en actividades de recreación de natación: el crol o estilo libre, el estilo pecho (estilo braza), el estilo espalda y el estilo mariposa. La natación competitiva en Europa comenzó alrededor del año 1800, usando principalmente el estilo de brazada. En 1873, John Arthur Trudgen introdujo una técnica de natación llamada trudgen en competiciones de natación occidentales, el estilo crol fue copiado de los indios americanos, pero sustituyendo una patada de tijera por la tradicional patada aleteo que reducía las salpicaduras. El estilo mariposa se hizo en la década de los 30 y se introdujo en la misma década, era considerado una variante de la brazada hasta que en 1952 fue aceptada como un estilo separado. El estilo mariposa es para muchos el estilo más difícil, el estilo mariposa quema más calorías en comparación con los otros 3 estilos. El estilo mariposa no es fácil y tiene un nivel de complejidad muy alto, pero es tal vez por eso que nadar mariposa es un reto. Está claro que la figura de Michael Phelps ha contribuido a que este estilo se haya popularizado en la última década, en especial tras sus medallas de oro en los Juegos Olímpicos, (2008 y 2012).
Pero lejos de las piscinas olímpicas,también está el hecho de que si lo que se busca es quemar calorías este es el estilo recomendado ya que se pone a trabajar una cantidad similar de muscúlos que el crol, pero obliga a la personas a exigirse más en los movimientos.

## Historia de la natación

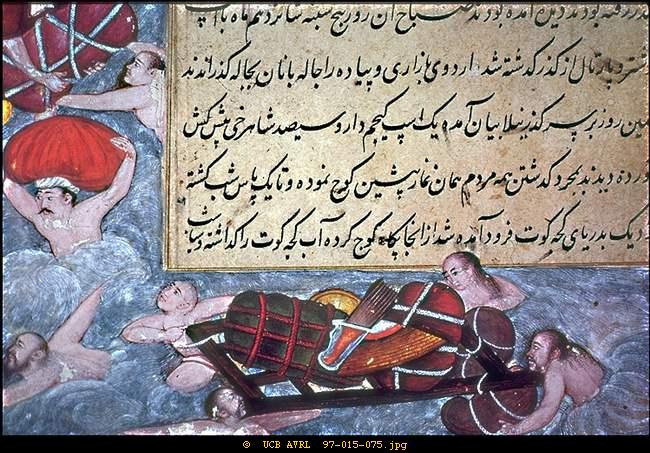
Tropas de la dinastía Timúrida nadando en un río.

La natación ha sido registrada desde los tiempos prehistóricos, los expedientes más antiguos de la natación son pinturas hechas en la Edad de Piedra, hace aproximadamente 7000 años. Referencias escritas sobre la natación datan del año 2000 a. C. Algunas de las referencias más tempranas de la natación se encuentran en, La Ilíada, La Odisea, La Biblia (Ezequiel 47:5, hechos 27:42, Isaías 25:11), Beowulf y otras historias.
Las tribus costeras que vivían en donde actualmente es Países Bajos eran conocidas como excelentes tribus nadadoras por los romanos. Los bátavos podían cruzar al río Rin sin perder la formación, según Tácito. Dio Cassius describió una táctica sorpresa empleada por Aulo Plaucio contra los celtas en la batalla del Medway:
Los celtas británicos pensaron que los romanos no eran capaces de cruzar sin un puente y acamparon de forma descuidada en la orilla opuesta; pero los romanos enviaron a un destacamento de bátavos, que estaban acostumbrados a nadar fácilmente en armadura completa a través de los ríos más turbulentos... Los bátavos cruzaron fácilmente porque sabían que la tierra firme y los pasos fáciles en esta región debían ser encontrados; pero los romanos al intentar seguirlos no tuvieron tanto éxito. Sin embargo, los batavii nadaron y otros cruzaron por un puente que se encontraba más arriba, después ellos atacaron a los británicos por todos los lados. 
En 1538, Nikolaus Wynmann, un profesor alemán de idiomas, escribió el primer libro de la natación, El nadador o un diálogo en el arte de nadar (Die Zweigespräch Der Schwimmer oder ein über Schwimmkunst).
A las personas que eran analfabetas se les decía que no podían ni nadar, ni leer y para los militares era un arte indispensable. Para los egipcios el arte de nadar era uno de los aspectos más elementales de la educación pública, lo cual quedó reflejado en algunos jeroglíficos que datan del 2500 a.C.

## Propósitos

### Ocupación

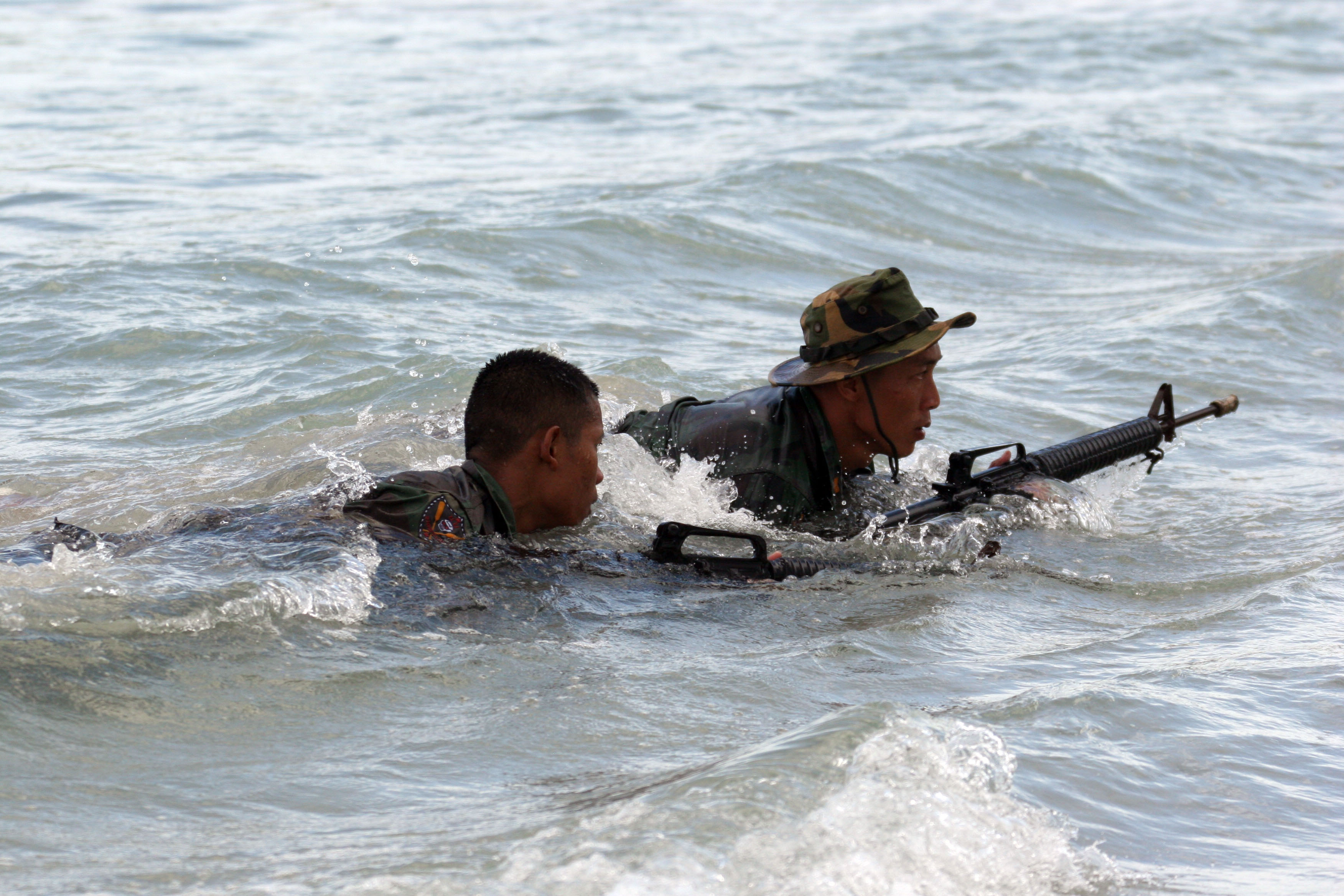
En las Fuerzas Armadas es obligatorio saber nadar.

Algunos trabajos requieren personas que sepan nadar bien. Por ejemplo, los buceadores que buscan estrellas de mar en el fondo del mar o los pescadores submarinos para obtener un beneficio económico, entre otros.
La natación se utiliza para rescatar a personas en apuros o en situación de ahogamiento. La mayoría de las ciudades y países modernos cuentan con socorristas entrenados en piscinas y playas. Hay una serie de estilos de natación especializados, particularmente para fines de salvamento (véase la lista de estilos de la natación), los cuales son aprendidos por los socorristas o miembros de la Guardia Costera.
La natación es utilizada en la biología marina para observar distintas especies en su hábitat natural. Otras áreas de estudio utilizan la natación para conseguir diversos objetivos; por ejemplo, el médico y zoólogo austríaco Konrad Lorenz nadó con los gansos, como parte de sus estudios sobre el comportamiento animal.
La natación tiene fines militares. La natación militar es realizada habitualmente por fuerzas especiales, como los Navy SEAL en Estados Unidos; esta se utiliza para acercarse a un objetivo, reunir información de inteligencia, actos de sabotaje o de combate y para alejarse de una ubicación, también puede incluir la inserción desde el aire al agua o al salir de un submarino. Debido a la exposición regular a los grandes cuerpos de agua, todos los reclutas de la Marina de los Estados Unidos Cuerpo de Marines y la Guardia Costera deben completar la natación de base o de entrenamiento de supervivencia en el agua. 
La natación es un deporte profesional. Las empresas patrocinan a los nadadores que están en el nivel internacional, aunque muchos nadadores compiten con el fin de representar a su país de origen en los Juegos Olímpicos. Los premios en efectivo por batir marcas también se dan en muchas de las competiciones más importantes [cita requerida]. Los nadadores profesionales también pueden ganarse la vida como artistas, en el caso de la natación sincronizada.

### Viajes
Cuando no existen más alternativas, las personas pueden optar por realizar viajes de corta distancia a nado. Innumerables emigrantes cruzaron a nado ríos y mares; son famosos por ello el río Bravo y el río Bug Occidental. Hay casos conocidos de refugiados políticos que nadaron en el mar Báltico, y de gente que saltó de embarcaciones para llegar a nado a destinos a los que no se planeaba ir. En la década de 1980 miles de soldados iraquíes en retirada cruzaron a nado el río Shatt al-Arab. El presidente de EE. UU. John F. Kennedy dirigió a sus marineros nadando de una isla a otra después de que su torpedero fuera hundido en la Segunda Guerra Mundial. Su hermano, el senador Ted Kennedy afirmó haber abandonado la isla de Chappaquiddick a nado.[cita requerida]

### Ejercicio y actividad lúdica
Los propósitos más comunes de la natación son la recreación, el ejercicio, el entrenamiento atlético y deportivo. La natación recreativa es una buena manera de relajarse, mientras se disfruta de un ejercicio completo.
La natación es una excelente forma de ejercicio, debido a que la densidad del cuerpo humano es muy similar a la del agua, esta soporta el cuerpo por lo que las articulaciones y los huesos reciben menor impacto. La natación se utiliza con frecuencia como un ejercicio de rehabilitación después de lesiones o para personas con discapacidad. Es ideal para la mujer durante el embarazo. En efecto, existe la natación terapéutica usada como medicina alternativa.
La natación con resistencia es una forma de ejercicio de natación. Se lleva a cabo, ya sea con fines de formación, para mantener al nadador estacionario para la observación de la brazada o para poder nadar en un espacio cerrado por razones deportivas o terapéuticas. La natación con resistencia se puede hacer frente a una corriente de agua en movimiento en una máquina de natación o manteniendo al nadador estacionario con cintas elásticas.
La natación es principalmente un ejercicio aeróbico, debido a las características intrínsecas del ejercicio, lo que requiere un suministro constante de oxígeno a los músculos, a excepción de carreras cortas, donde prima la intensidad y la velocidad, y donde los músculos trabajan anaeróbicamente. Como la mayoría de los ejercicios aeróbicos, la natación reduce los efectos dañinos del estrés, puede mejorar y corregir la postura y desarrollar un físico característico, a menudo llamado "silueta de nadador".
En los últimos años ha habido un crecimiento en la popularidad de la natación en aguas abiertas, también conocido como "wild swimming" en parte debido a la publicación de libros best-seller de Kate Rew y Daniel Start. En esta especialidad debe mencionarse al tragamillas, campeón y récord de varias travesías, el nadador español David Meca.

#### Beneficios de la natación como ejercicio físico
La natación es una actividad útil y recreativa para las personas, es beneficiosa para la salud tanto a nivel físico como psíquico, es uno de los ejercicios físicos más completos para trabajar la mente y el cuerpo, mantiene en forma, fortalece los músculos y la memoria, por lo que es recomendable su práctica a cualquier edad.
Como rutina física la natación tiene una serie de ventajas para el cuerpo, entre las cuales se encuentran: rebajar los niveles de tensión arterial, mejorar el funcionamiento de la actividad osteomuscular, mejorar la capacidad respiratoria, ayudar a fortalecer los tejidos del cuerpo, mejorar la actividad del corazón, aumentar la circulación sanguínea, prevenir y aliviar enfermedades como el asma, y lesiones musculares nerviosas, relajar la musculatura, mejorar el sistema cardiovascular, el sistema respiratorio, la psique y la calidad de vida de las personas. 
La natación es una actividad sin impactos, rebotes y movimientos bruscos que aporta seguridad y la baja complejidad permite su práctica a personas que por distintos motivos no pueden practicar algún deporte. La natación actúa contra el dolor en las lesiones y el envejecimiento, siempre y cuando la técnica utilizada sea la correcta.
La natación es un deporte aeróbico, ya que se mueven de forma coordinada todos los grupos musculares y se mejora la resistencia.

### Deporte

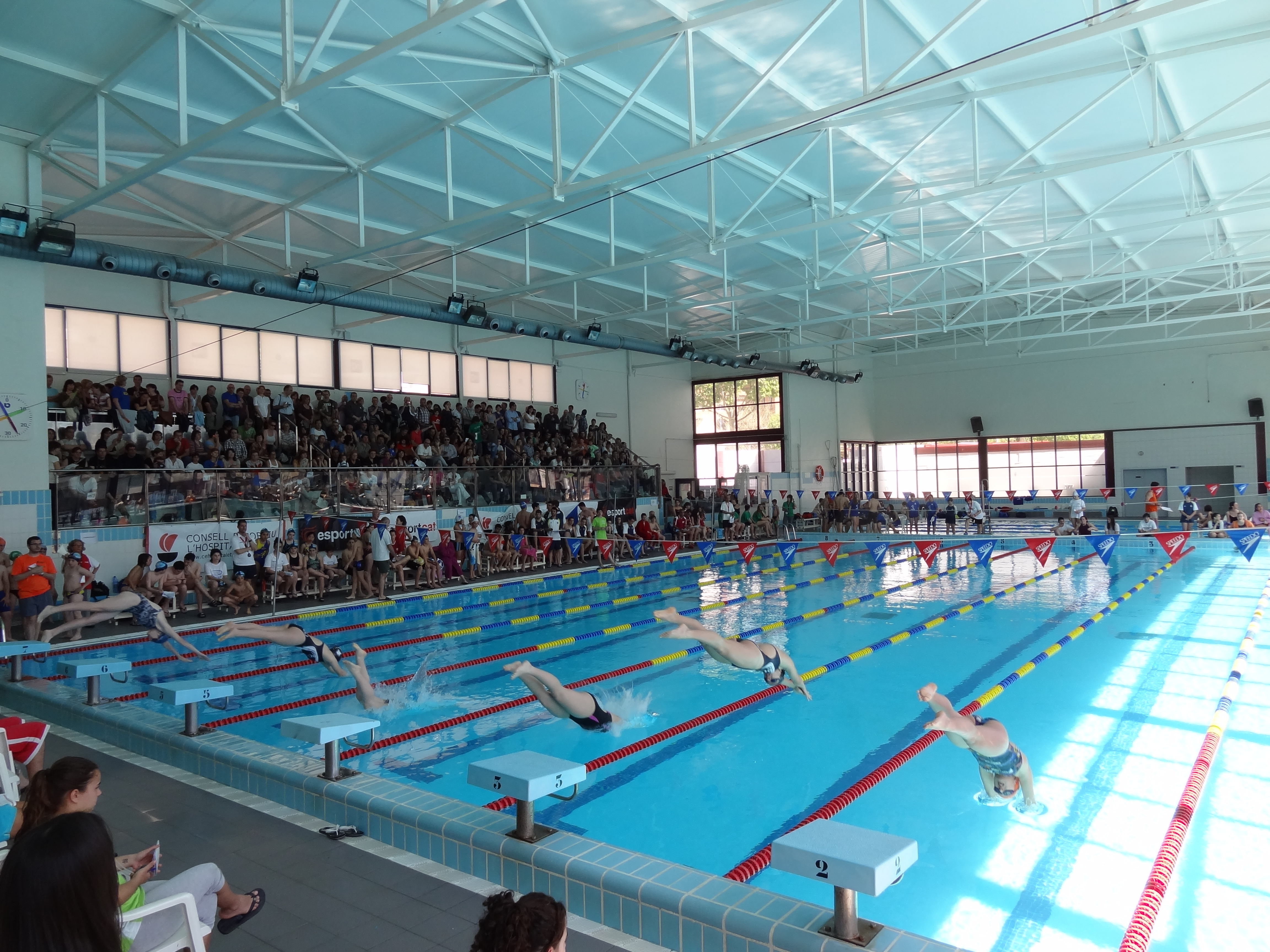
La competencia en natación es individualizada aunque se entrene en equipo, el objetivo es ser el más rápido en completar la distancia establecida en el menor tiempo posible.

El deporte acuático en natación implica la competencia entre participantes para ser el más rápido sobre una distancia establecida, exclusivamente mediante propulsión propia. Esto lo hace ser un deporte individualizado, ya que aunque se entrene como equipo se enfrentan entre pares. Las diferentes distancias a recorrer se establecen según los diferentes niveles de competencia. Por ejemplo, el actual programa olímpico de natación contiene estilo libre de 50 m, 100 m, 200 m, 400 m, 800 m y 1500 m; espalda, mariposa, y braza de 50 m, 100 m y 200 m; combinado de 200 m, es decir, mariposa de 50 m, espalda de 50 m, braza de 50 m y estilo libre de 50 m; combinado de 400 m, mariposa de 100 m, espalda de 100 m, braza de 100 m y estilo libre de 100 m y relevos combinados, lo que quiere decir que cada participante realiza una prueba ya sea de 100 m o 200 m.

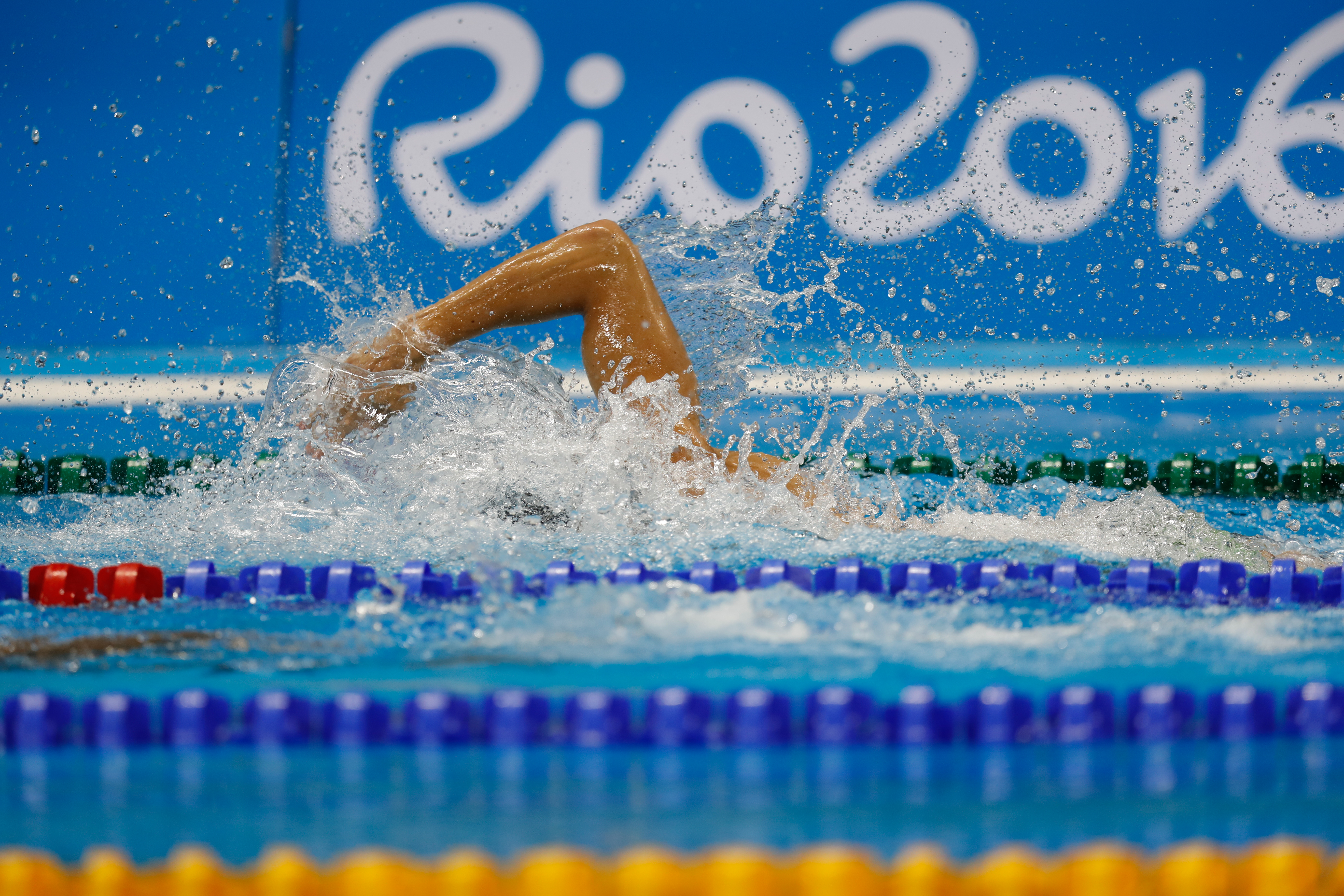
Nadador compitiendo en los JORJ 2016.

La mayoría de las escuelas de natación cubren estas distancias; estilo libre de 50, 100, 200 y 400 m; espalda, mariposa y braza de 100 m y 200 m. También hay relevos combinados en equipo, que incluyen carreras de diferentes estilos intercalados.
Las diferentes competencias se tendrán que realizar en piscinas especiales, para que puedan tener validez nacional o internacional. Una piscina (también conocida como alberca en México y Honduras, y pileta en Argentina) se entiende como la excavación en un área determinada que posee la capacidad de almacenar agua, con la finalidad de desarrollar actividades acuáticas. Las paredes de las piscinas generalmente están cubiertas con mosaicos especiales para que los nadadores no se resbalen.
Existen dos tipos de piscinas: piscina semi-olímpica y olímpica. La piscina semi-olímpica es exactamente la mitad de una piscina olímpica. Sus medidas son de 25 metros de longitud por 12.50 m de ancho. Su profundidad varía de 0.80 m hasta los 2.70 m. Las piscinas olímpicas, que generalmente son las más conocidas por la población en general debido a que los Juegos Olímpicos se desarrollan en este tipo de piscinas, miden 50 m de longitud y 25 m de anchura. Su profundidad, al igual que las piscinas semi-olímpicas, puede variar de 0.80 m hasta 2.70 m. En ambas piscinas es necesario que existan entre seis y ocho carriles que permitan a los nadadores estar separados con una misma distancia entre ellos.
Toda piscina para uso competitivo necesita contar con bancos de salida ubicados al principio de cada carril, dos banderines que estén colocados cada uno en un extremo de la piscina (estos son de mucha utilidad en el estilo de espalda) con una altura de entre 1.80 m - 2.5 m a partir de la superficie del agua y con una separación de 5 m del extremo final de la piscina, una cuerda de salida en falso colocada a los 15 m que sirva para detener a los nadadores en caso de que se haya producido una salida en falso.
Durante muchos años se ha especulado y hablado de los factores que posiblemente pudiesen afectar el rendimiento de los nadadores en una piscina. Grandes expertos en la materia han concluido que la temperatura del agua es uno de ellos, ya que si el agua está muy caliente, el desgaste del organismo será mucho mayor. La temperatura ideal del agua es alrededor de 24-28 grados. El tipo de traje de baño o las gorras que se utilizan pueden ayudar al nadador en su desplazamiento, por lo que se permite que cada participante realice su prueba con el atuendo que este crea mejor.
En competición y entrenamiento el recorrido en longitud y el retorno al punto de partida se denomina vuelta; así se puede decir que se ha recorrido dos vueltas en lugar de 100 metros, en piscinas de 25 metros. Un largo hace referencia a la longitud recorrida sin dar la vuelta. Las piscinas públicas y los clubs de entrenamiento tienden frecuentemente a tener piscinas de 25 metros de largo, aunque algunas pueden ser de 50 m; las olímpicas, en cambio son siempre de 50 metros de largo.
Más allá de las carreras de natación, existen otras modalidades competitivas, cada una con características muy diferentes.

#### Estilos de natación
Son cuatro los estilos de nadar que se suelen distinguir en las competiciones.

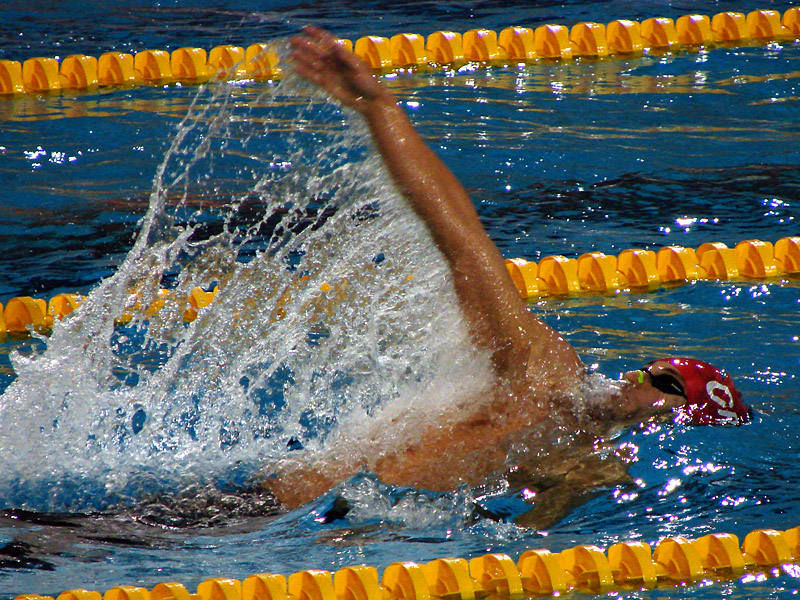
Gordan Kožulj nadando de espalda en la Euro 2008.

- Crol o estilo libre: En este estilo uno de los brazos del nadador se mueve en el aire con la palma hacia abajo dispuesta a entrar en el agua y el codo relajado, mientras el otro brazo avanza bajo del agua. Las piernas se mueven de acuerdo a lo que en los últimos años ha evolucionado como patada oscilante, un movimiento alternativo de las caderas arriba y abajo con las piernas relajadas, los pies hacia adentro y los dedos en punta. Por cada ciclo completo de brazos tienen lugar de dos a ocho patadas oscilantes. En este estilo es muy importante respirar de modo adecuado. Se puede tomar una respiración completa por cada ciclo de los brazos, inhalando por la boca al girar la cabeza a un lado cuando pasa el brazo y exhalando después bajo el agua cuando el brazo avanza de nuevo. Porque es el que permite conseguir más velocidad entre los cuatro estilos disponibles, el estilo crol es el que normalmente escogen los nadadores en las competiciones de estilo libre.
- Braza o pecho: En este estilo el nadador flota boca abajo y ejecuta la siguiente secuencia de movimientos horizontales: con los brazos apuntando al frente y las palmas vueltas, se abren los brazos hacia atrás hasta quedar en línea con los hombros, siempre debajo de la superficie del agua, y luego se recogen por debajo del pecho para después moverlos hacia adelante. Las brazadas deben ser laterales, no verticales. Este es un punto muy importante y debatido en la natación de competición. Mientras se completa la última fase del movimiento de brazos se recogen las piernas para aproximarlas al cuerpo y luego, con las rodillas y los dedos de los pies hacia afuera, se estiran con un impulso, aprovechando que los brazos han vuelto al punto de partida y le aportan hidrodinámica al cuerpo. Luego comienza de nuevo todo el ciclo. El nadador inhala cuando el impulso de los brazos le permite asomar la cabeza por fuera del agua, y exhala debajo del agua.
- Mariposa: En este estilo, que se desarrolló a partir del estilo braza, ambos brazos se llevan juntos al frente por encima del agua y luego hacia atrás y los costados simultáneamente, en un movimiento de brazos continuo. El movimiento de los pies es llamada "patada de delfín", y consiste en un movimiento descendente y brusco de las piernas y los pies, que deben permanecer unidos. Esta combinación obliga a un movimiento ondulante de las caderas.
- Espalda o dorso: En este estilo es esencialmente una variante invertida del estilo crol, en la que el nadador flota con la espalda hacia abajo. La secuencia de movimientos es alternativa, un brazo en el aire con la palma de la mano hacia afuera saliendo de debajo de la pierna, mientras el otro impulsa el cuerpo en el agua. También se utiliza aquí la patada oscilante del crol.

#### Ramas de la natación
En las competencias puede haber diferentes distancias, todo depende de la categoría en la que el nadador se encuentre (la categoría se define según la edad), por lo que se puede nadar desde los 25 metros hasta un kilómetro o más. Cuando se nada en este tipo de competición es posible nadar cualquier estilo de la lista. Casi todos los nadadores usan el crol frontal o el crol habitual debido a su velocidad superior. Para las competiciones de estilos, tanto si son individuales como de relevos, el estilo libre puede ser cualquier estilo salvo braza, espalda y mariposa.
- Saltos: 
  - Trampolín: 1 y 3 metros individual, 3 metros sincronizado.
  - Plataforma: 5, 7,5 y 10 metros individual y 10 metros sincronizado.
- Waterpolo: Por eliminatorias hasta llegar a las finales.
- Natación sincronizada:
  - Individual.
  - Parejas.
  - Equipos.
  - Rutina libre combinada.
- Natación en aguas abiertas: 5, 10 y 25 km, esta última disciplina olímpica desde los Juegos Olímpicos de Pekín 2008.

La natación ha sido parte de los Juegos Olímpicos modernos desde su creación en 1896 (véase Natación en los Juegos Olímpicos). Junto con las otras disciplinas acuáticas, el deporte se rige internacionalmente por la Federación Internacional de Natación (FINA), y cada país tiene su propia federación, como la Real Federación Española de Natación.

#### Los mejores nadadores de la historia
- Michael Phelps: Nadador estadounidense ganador de ocho medallas de oro en los Juegos Olímpicos de Pekín (China) de 2008. Es el deportista olímpico más condecorado de todos los tiempos, con un total de 28 medallas: 23 de oro, 3 de plata y 2 de bronce. Phelps también posee los récords de más medallas olímpicas de oro (23). Phelps se presentó por primera vez en los Juegos Olímpicos en Sídney 2000, siendo el nadador más joven con 15 años de edad

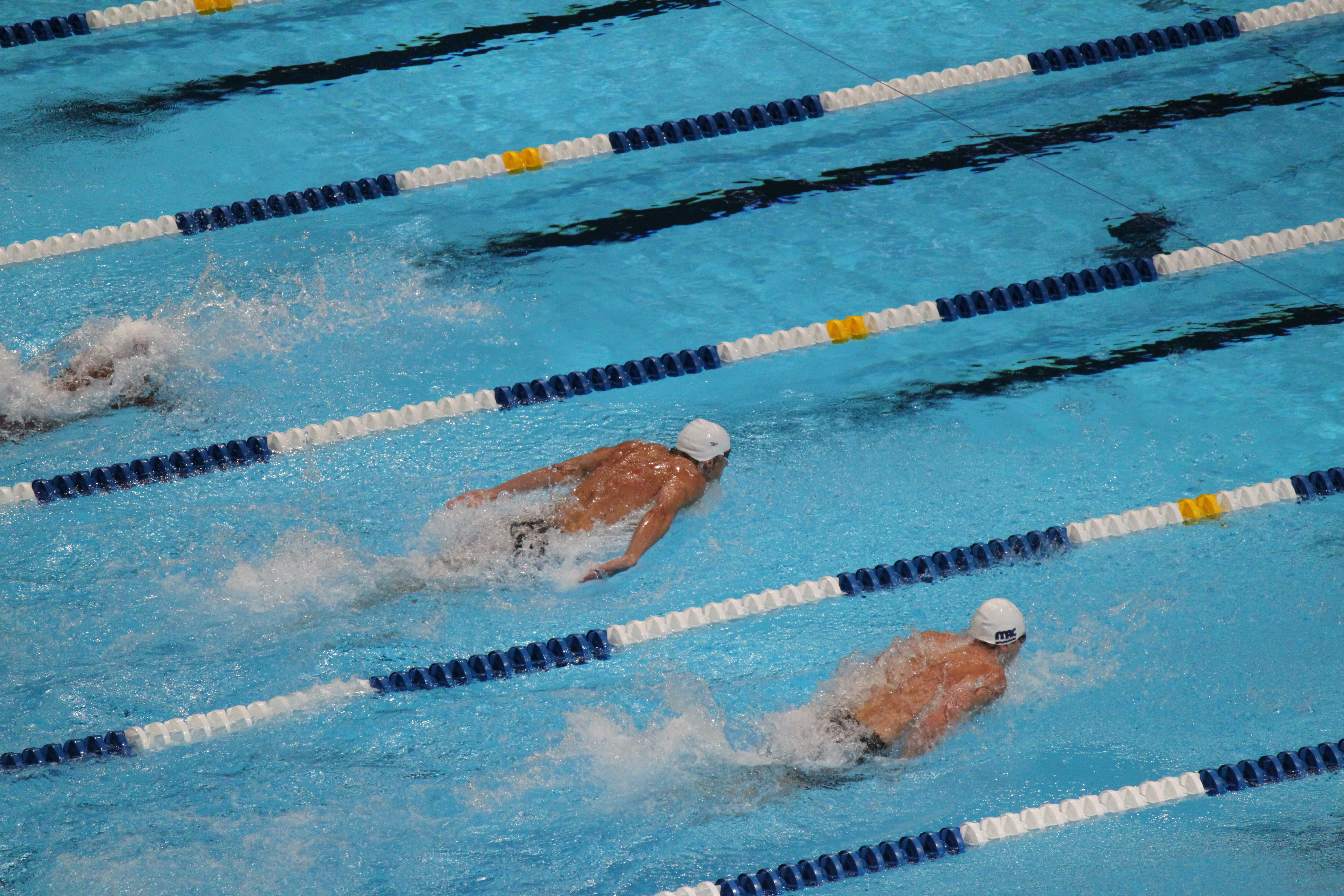
Michael Phelps (en el carril del centro) en las pruebas de clasificación estadounidenses para los Juegos Olímpicos de Londres 2012.

- Alexander Popov: Nadador ruso que con ocho medallas olímpicas posee uno de los mejores palmarés de la historia de la natación.El 23 de diciembre de 2004, se retiró de la natación después de ganar 9 medallas en los Juegos Olímpicos

- Mark Spitz: Nadador estadounidense que ganó siete medallas de oro en los Juegos Olímpicos de Múnich Alemania de 1972. A pesar del éxito alcanzado y con tan solo 22 años decidió retirarse para trabajar en Bienes Raíces. Es considerado uno de los más grandes atletas olímpicos de todos los tiempos.

- Franziska van Almsick: Nadadora alemana campeona del mundo y ganadora de cuatro medallas de plata en los Juegos Olímpicos. Pese a ser la máxima figura de la natación femenina durante la década de 1990 la alemana Franziska van Almsick no pudo conseguir el oro olímpico ni en Barcelona (1992) ni en Atlanta (1996). No obstante las medallas logradas en dichas citas así como su espectacular palmarés en distintas ediciones de los campeonatos de Europa y del Mundo avalan una de las más brillantes trayectorias de este deporte en las últimas décadas.

- Michael Groß: Nadador alemán el mejor especialista en pruebas de mariposa de todos los tiempos y uno de los más laureados de la historia. Su elevada estatura y una extraordinaria potencia derivada de su gran envergadura le dotaron de una forma de nado muy característica por la que recibió el sobrenombre de El Albatros ave marina a cuyos movimientos se asemejaba.

- Kristin Otto: Nadadora alemana que ganó seis medallas de oro en los Juegos Olímpicos de 1988. Su irrupción en la élite mundial tuvo lugar en los Campeonatos del Mundo de Guayaquil en 1982, donde con solo 16 años se hizo con tres medallas de oro, una de ellas en los 100 metros espalda y las otras dos en los relevos 4 x 100 libres y 4 x 100 estilos.

- Matt Biondi: Nadador estadounidense cuyas 11 medallas en tres ediciones de los Juegos Olímpicos le convirtieron en uno de los mejores nadadores durante la década de 1980 y los primeros años de la de 1990.

- Vladimir Salnikov: Ganó cuatro medallas de oro olímpicas cuatro oros en campeonatos mundiales y batió doce récords del mundo en las pruebas de 400, 800 y 1500 metros libres.[16]

- Katie Ledecky: (Washington D. C., 17 de marzo de 1997) es una nadadora estadounidense de estilo libre, campeona olímpica de 200, 400, 800 y 4×200 metros libre en Río de Janeiro 2016; y campeona mundial de los 400, 800, 1500, 4×100 y 4×200 metros libre en Budapest 2017. Además, es plusmarquista mundial en 400, 800 y 1500 metros libre.

## Lecciones

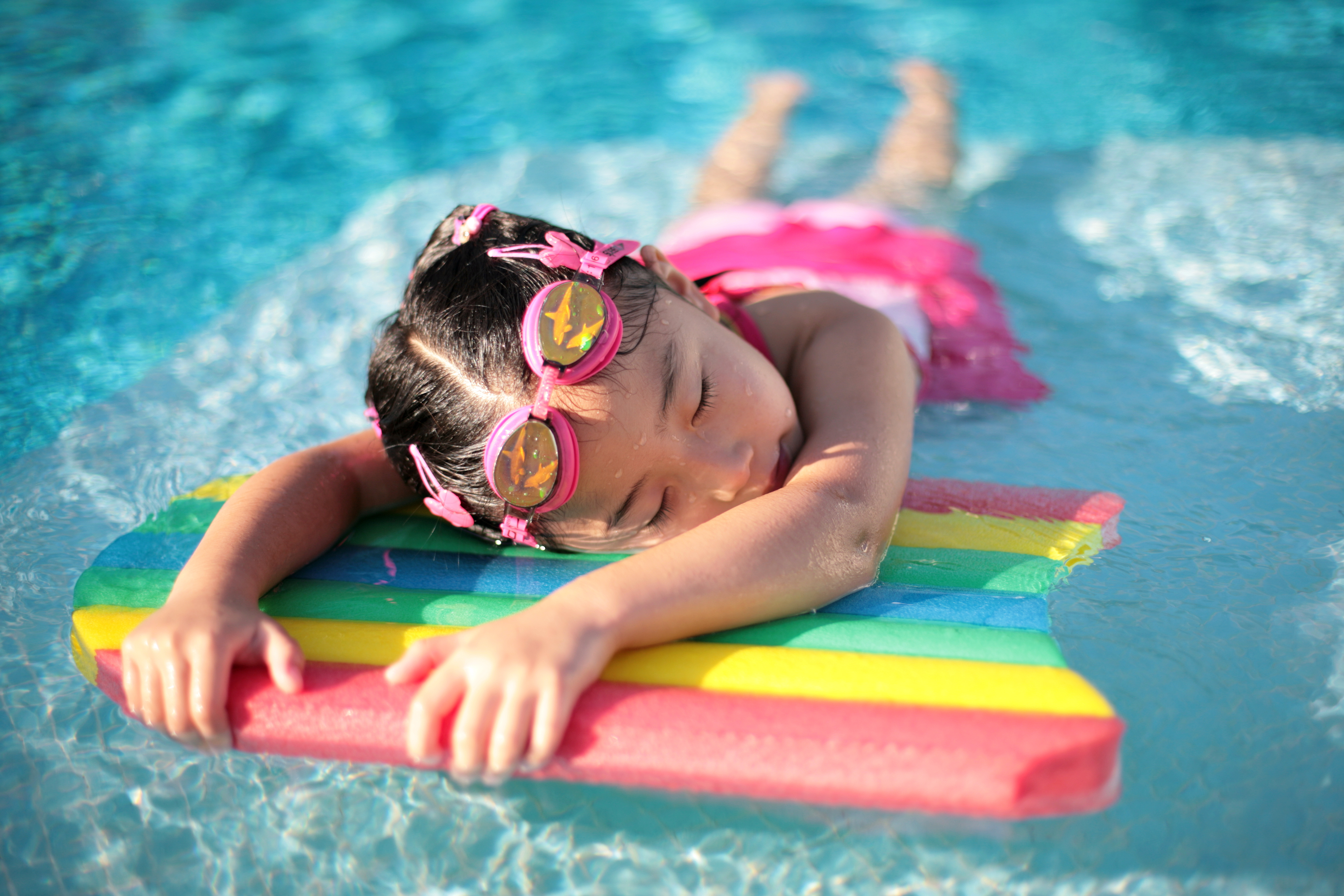
La tabla de natación ayuda a mantenerse a flote en el agua.

Tradicionalmente, los niños eran considerados no capaces para nadar independientemente hasta los cuatro años de edad,
aunque ahora las clases de natación infantil se recomiendan para prevenir el ahogamiento.
En Suecia, Dinamarca, Noruega, Estonia y Finlandia, el plan de estudios para el quinto grado (cuarto grado en Estonia) obliga que todos los niños aprendan a nadar, así como cómo manejar emergencias cerca del agua. Comúnmente, se espera que los niños sean capaces de nadar 200 metros (660 pies), y al menos 50 metros (160 pies) con su espalda, también se les instruye para aguantar la respiración bajo el agua. A pesar de que cerca del 95% de los niños de las escuelas suecas saben nadar, el ahogamiento sigue siendo la tercera causa más común de muerte entre los niños.
En los Países Bajos y Bélgica hay clases de natación (schoolzwemmen, escuela de natación), las clases son apoyadas por el gobierno. La mayoría de las escuelas ofrecen clases de natación. Hay una larga tradición de clases de natación en Holanda y Bélgica. En Francia, la natación es una parte obligatoria del plan de estudios para las escuelas primarias. Los niños generalmente pasan un semestre por año en aprendizaje de natación durante CE1/CE2/CM1 (2 º, 3 º y 4 º grado).
En muchos lugares, las clases de natación son proporcionadas por piscinas locales, tanto a ejecutar por la autoridad local y por empresas de ocio privado. Muchas escuelas también incluyen clases de natación en sus planes de estudio de educación física, a las escuelas se les permite dar esas clases siempre y cuando sea en una alberca de la propia escuela, o en la alberca pública más cercana.
En el Reino Unido, el "Top-ups scheme" convoca a niños que no pueden nadar a la edad de 11 para recibir lecciones diarias intensivas. Este proyecto no ha alcanzado el grado de plan de estudios nacional en RU, después de dejar la primaria este entrenamiento intensivo se reduce y reciben una lección de media hora cada día durante dos semanas hasta que termina.
En Canadá y México ha sido puesto en el plan de estudios de varias escuelas públicas.
En los Estados Unidos existe una iniciativa que ofrece clases de natación para niños, para hacer frente a una emergencia donde hayan caído al agua. Se les enseña cómo mantenerse a flote, contener la respiración bajo el agua, nadar sobre su espalda, flotar sin ayuda, descansar y respirar hasta que llegue la ayuda.

## Ropa y equipamiento

### Trajes de baño

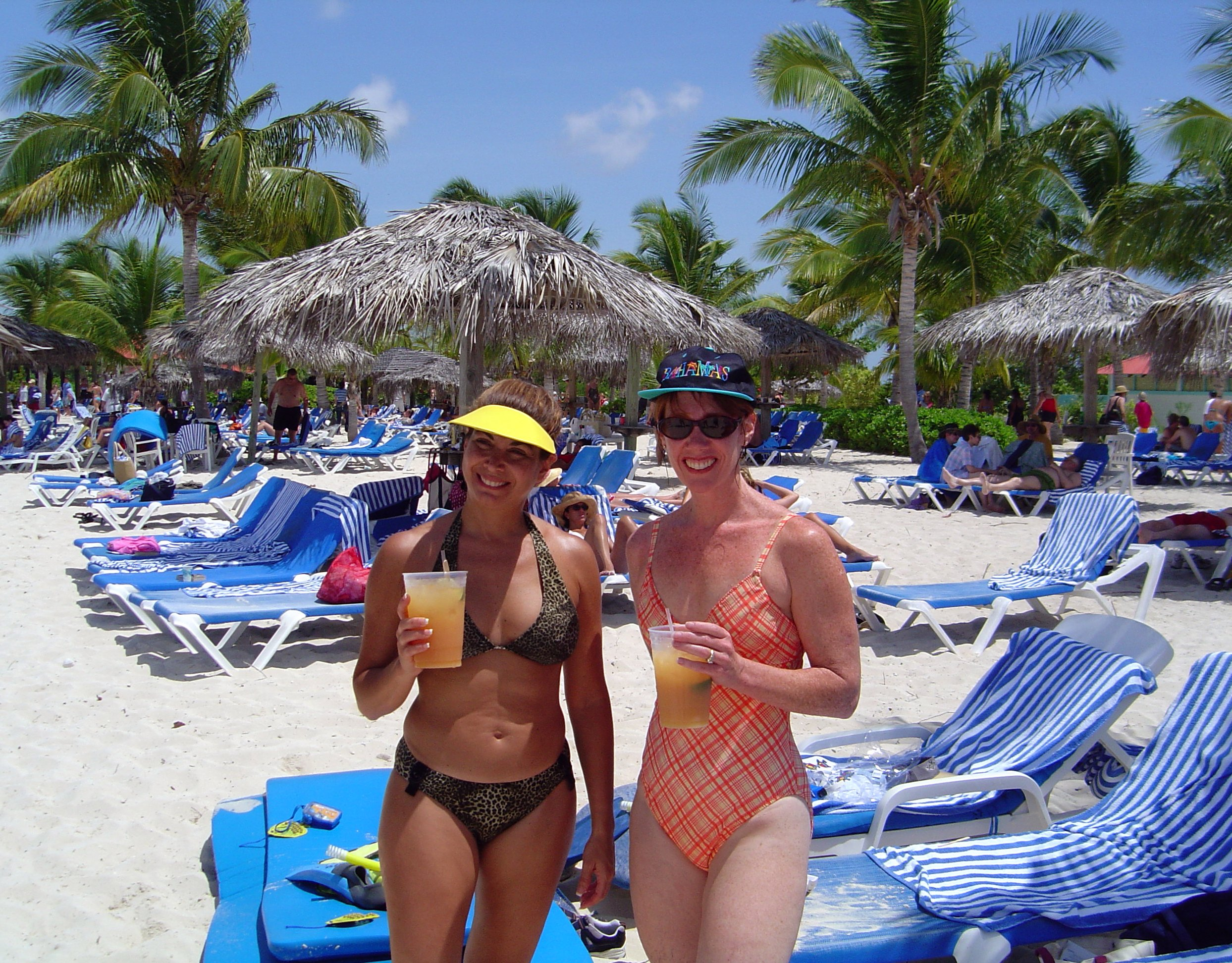
Dos tipos de trajes populares de mujeres.

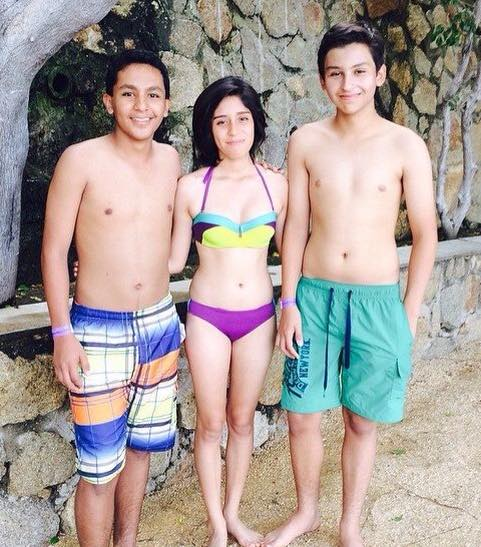
Los shorts de playa son un tipo popular de traje de baño casual para hombres.

Los trajes de baño masculinos comúnmente son pantalones cortos. Los trajes de baño casuales para hombre son las bermudas, a diferencia del traje de baño competitivo (sunga). En la mayoría de los casos, niños y hombres nadan con su cuerpo superior expuesto.
Los trajes de baño modernos de mujeres son generalmente pegados a la piel, que cubre la región púbica y los senos. El traje de baño femenino también cubre la parte submamaria. Existen dos clases, el enterizo o de una sola pieza (también usado para competencias) y el bikini compuesto de dos piezas. En ambos casos las formas de los mismos poseen una diversa variedad.
El traje de baño competitivo está hecho para que el usuario pueda nadar más rápido y más eficientemente. El traje competitivo moderno es ceñido y ligero. Hay muchos tipos de traje de baño competitivo para cada género, para cierto tipo de competencias deben ser utilizados trajes de baños aprobados por la FINA. Se utiliza en competiciones acuáticas como waterpolo, competencias de natación, buceo y Remo.
Los trajes de neopreno proporcionan aislamiento térmico y flotación. Muchos nadadores carecen de flotabilidad en las piernas. El traje reduce la densidad y por lo tanto mejora la flotabilidad y natación. Proporciona aislamiento al absorber parte del agua circundante, el agua absorbida se calienta al hacer contacto con la piel. El traje neopreno es una opción habitual para aquellos que nadan en agua fría durante largos períodos de tiempo, ya que reducen la susceptibilidad a la hipotermia.

### Accesorios
- Los tapones de oídos pueden evitar que el agua penetre en los oídos.

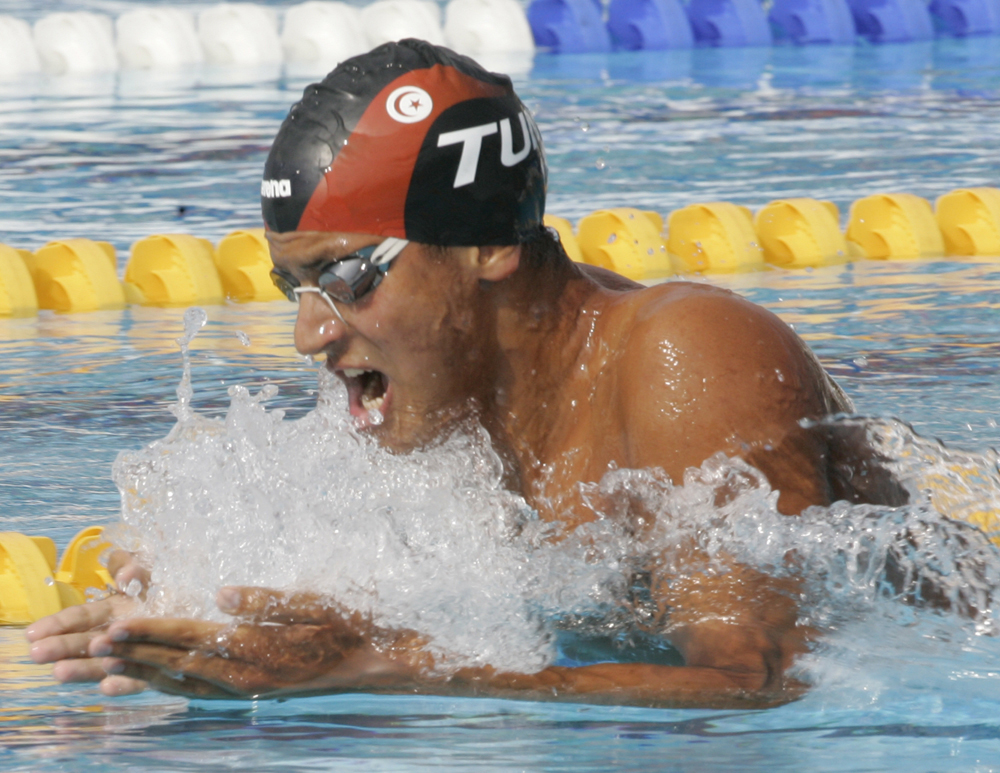
Un nadador utilizando un gorro y gafas suecas de natación.

- Los Noseclips pueden evitar que el agua ingrese en la nariz. Estos son generalmente utilizados para el nado sincronizado, también pueden ser utilizados para la natación recreativa así como también pueden ser utilizado para él nado en el estilo dorso. Usar el noseclip en la natación competitiva puede causar una desventaja a la mayoría de los nadadores.
- Las Gafas protectoras protegen a los ojos de agua clorada y pueden mejorar la visibilidad bajo el agua. Las gafas polarizadas protegen los ojos de la luz solar que se refleja desde el fondo de la piscina.
- El Gorro de natación protege el cabello del agua clorada.
- La Tabla de natación se utiliza para mantener a flote la parte superior del cuerpo mientras se ejercita la parte inferior del cuerpo.
- Las Boyas de tracción se utilizan para mantener a flote la parte inferior del cuerpo mientras se ejercita la parte superior del cuerpo.
- Las aletas se utilizan para alargar el nado y mejorar la técnica y la velocidad.
- Las paletas de mano se utilizan para aumentar la resistencia durante los movimientos del brazo, con el objetivo de mejorar la técnica y el poder.

## Toxicidad por exposición al cloro y otros químicos
Los usuarios de las piscinas, así como las personas que trabajan en las ellas, están expuestos a una importante toxicidad química directa de las vías respiratorias por la inhalación del cloro ambiental. Esta toxicidad se produce por la exposición a bajos niveles de cloro de manera continuada y picos de niveles elevados ocasionales involuntarios (exposiciones agudas). Las exposiciones a los niveles más altos se deben a fallos puntuales en los sistemas de cloración automática y negligencia de los operarios de mantenimiento, por falta de conocimiento o ausencia de cultura de seguridad; estos incidentes no son inusuales. Otras causas que motivan desprendimiento de cloro al aire con acumulación de niveles excesivos, aunque el nivel de cloro en el agua esté dentro de la normativa, incluyen insuficiente ventilación, actividades con gran agitación del agua (como entrenamientos intensos, niños jugando) y presencia de un elevado número de usuarios.
- Exposición continuada a bajos niveles de cloro: Provoca irritación e inflamación de las vías respiratorias y aumenta considerablemente el riesgo de desarrollar asma, bronquitis crónica y ataques aislados de sibilancias. En los adolescentes con atopia, aumenta además el  riesgo de desarrollar rinitis alérgica.[23][25]

- Intoxicación por inhalación de niveles elevados de cloro: Puede provocar lesión pulmonar aguda, síndrome de dificultad respiratoria aguda y, hasta en un 1% de los casos, la muerte. Los síntomas y signos de obstrucción de las vías respiratorias derivados  de la intoxicación incluyen tos, opresión en el pecho, disnea, sibilancias, estertores, inflamación pulmonar (con o sin infección asociada), edema pulmonar o hipoxemia.[23][30]

Las formas de cloro involucradas en la toxicidad respiratoria no se limitan al cloro gaseoso sino también a los compuestos que se forman por su combinación con otras sustancias, tales como el ácido hipocloroso, el dióxido de cloro y la cloramina. De hecho, debido a que el cloro gaseoso es moderadamente soluble en agua, cuando entra en contacto con las mucosas de las vías respiratorias forma ácido hipocloroso, ácido clorhídrico y diversos oxidantes altamente reactivos, a medida que se va disolviendo en el líquido de la superficie de las vías respiratorias. Esto provoca lesiones que no se limitan a las vías respiratorias inferiores, sino que también puede afectar a los ojos, la piel y las vías respiratorias superiores. La vía aérea se ve especialmente afectada desde la nariz hasta el nivel de los bronquios. El daño oxidativo de las vías respiratorias puede no aparecer de manera inmediata, sino que puede desarrollarse de manera retardada, durante cualquier etapa de la enfermedad (días e incluso semanas después de la exposición al cloro).
El funcionamiento normal de las vías respiratorias puede no volver a restablecerse con normalidad después sufrir lesiones por la inhalación de cloro, dejando secuelas permanentes tales como asma, hiperreactividad inespecífica de las vías respiratorias, síndrome de disfunción reactiva de las vías aéreas, fibrosis pulmonar e hiperplasia mucosa. Una única exposición a niveles elevados es suficiente para provocar secuelas permanentes.
Otras numerosas sustancias químicas también provocan toxicidad respiratoria en las piscinas, tales como las que se liberan al aire como consecuencia de las reacciones entre sí del resto de agentes químicos añadidos al agua de la piscina, de estos con el cloro gaseoso y con la materia orgánica de origen humano. No se conoce aún el número exacto de los diversos compuestos químicos resultantes de estas reacciones ni todos sus efectos concretos sobre la salud, si bien algunos se consideran tóxicos o cancerígenos.

### Accidentes documentados
Los accidentes por inhalación de productos químicos en piscinas no son hechos inusuales. Algunos ejemplos se detallan a continuación.
En España en 1992, una niña de diez años murió asfixiada por inhalación de cloro en una piscina climatizada cubierta. Otros once niños resultaron intoxicados en el mismo incidente y sufrieron lesiones pulmonares, dos de ellos muy graves. Los hechos se produjeron como consecuencia de una negligencia en la manipulación de los sistemas de depuración del agua.
Entre los años 2008 a 2012 se documentaron 41 accidentes en piscinas por sustancias químicas, con un total de 428 víctimas, una de ellas mortal (un operario) y al menos 1750 personas evacuadas. El número de víctimas en un único incidente osciló desde una sola persona afectada hasta más de 80 intoxicados (Asturias, 2010). La mayoría de los accidentes se produjo en piscinas municipales.